# 比利亚弗洛雷斯
比利亚弗洛雷斯（西班牙語：Villaflores）是西班牙卡斯蒂利亚-莱昂萨拉曼卡省的一个市镇。 总面积42平方公里，总人口426人（2001年），人口密度10人/平方公里。